# Phaenopoma
Genre
Synonymes
- Nesis O. Pickard-Cambridge, 1883 nec Mulsant 1850

Phaenopoma est un genre d'araignées aranéomorphes de la famille des Thomisidae.

## Distribution
Les espèces de ce genre se rencontrent en Afrique du Sud, en Sierra Leone et au Sénégal.

## Liste des espèces
Selon World Spider Catalog (version 18.0, 17/02/2017) :
- Phaenopoma milloti Roewer, 1961
- Phaenopoma nigropunctatum (O. Pickard-Cambridge, 1883)
- Phaenopoma planum Simon, 1895

## Publications originales
- Simon, 1895 : Histoire naturelle des araignées. Paris, vol. 1, p. 761-1084 (texte intégral).
- O. Pickard-Cambridge, 1883 : On some new genera and species of spiders. Proceedings of the Zoological Society of London, vol. 1883, p. 352-365 (texte intégral).